# Bolboceras westwoodi
Bolboceras westwoodi är en skalbaggsart som beskrevs av Samuel Stehman Haldeman 1853. Bolboceras westwoodi ingår i släktet Bolboceras och familjen Bolboceratidae. Inga underarter finns listade.